# Фланьо, Мигель
Мигель Фланьо Бесунартеа (исп. Miguel Flaño Bezunartea; 19 августа 1984, Памплона, Наварра) — испанский футболист, игравший на позиции центрального защитника.

## Карьера
Воспитанник футбольной школы «Осасуны». Фланьо дебютировал в первой команде 18 сентября 2004 года в победном матче против «Бетиса», выйдя на замену в концовке встречи. Тот сезон он закончил с цифрой 8 в графе сыгранные матчи.
Спустя почти три года, 9 июня 2007 года, Мигель забил свой первый мяч за «Осасуну», в победном матче опять же против «Бетиса». Также он поучаствовал в трёх матчах своей команды в Кубке УЕФА, в котором «Осасуна» дошла до полуфинала.
С тех пор Фланьо стал важным звеном обороны памплонской команды, как и его брат-близнец Хавьер, с которым они вместе отыграли несколько сезонов. Но Хавьер со временем потерял место в основном составе, так как на его позиции неожиданно заблистал другой молодой воспитанник Сесар Аспиликуэта. В итоге, летом 2009 года он был вынужден покинуть клуб. Мигель же наоборот стал одним из ключевых игроков, сыграв 33 матча и забив 4 гола.
В конце сезона 2008/09 Мигель продлил контракт с «Осасуной» до 2013 года, тем самым, положив конец разговорам о своём переходе в «Атлетик» из Бильбао.

## Достижения
Молодёжная сборная Испании
- Средиземноморские игры: 2005

## Личная жизнь
Его брат-близнец, Хавьер, также профессиональный футболист. Они вместе начинали свою карьеру в «Осасуне», затем Хавьер перешёл в «Нумансию» и, поиграв в ещё нескольких клубах, в 2014 году вернулся в Памплону.